# Anatol Wańkowicz
Anatol Sciapanawicz Wańkowicz (biał. Анатоль Сцяпанавіч Ваньковіч, ros. Анатолий Степанович Ванькович, Anatolij Stiepanowicz Wańkowicz; ur. 13 listopada 1958 w Cichaniu) – radziecki i białoruski wojskowy, generał major Sił Powietrznych i Wojsk Obrony Przeciwlotniczej Sił Zbrojnych Republiki Białorusi; w latach 2008–2012 deputowany do Izby Reprezentantów Zgromadzenia Narodowego Republiki Białorusi IV kadencji.

## Życiorys
Urodził się 1 stycznia 1952 roku we wsi Cichań, w rejonie słuckim obwodu mińskiego Białoruskiej SRR, ZSRR. Ukończył trzy wojskowe uczelnie wyższe. Pierwszą była Wileńska Wojskowa Wyższa Szkoła Radioelektroniki Obrony Przeciwlotniczej, na której uzyskał specjalność dowódczą, taktyczną, zautomatyzowane systemy zarządzania, inżynier eksploatacji środków radioelektronicznych. Drugą była Wojskowa Dowódcza Akademia Obrony Przeciwlotniczej im. G. Żukowa, na której uzyskał specjalność dowódczo-sztabową, operacyjno-taktyczną wojsk obrony przeciwlotniczej. Trzecią była Wojskowa Akademia Sztabu Generalnego Sił Zbrojnych Federacji Rosyjskiej, na której uzyskał specjalność zarządzanie wojskowe i państwowe. Posiada stopień wojskowy generała majora.
Odbywał służbę wojskową jako dowódca plutonu, kompanii, batalionu, brygady, szef zarządu operacyjnego, dowódca wojsk Zachodniego Dowództwa Operacyjno-Taktycznego, szef Sztabu Głównego – pierwszy zastępca dowódcy Sił Powietrznych i Wojsk Obrony Przeciwlotniczej Sił Zbrojnych Republiki Białorusi.
27 października 2008 roku został deputowanym do Izby Reprezentantów Białorusi IV kadencji z Baranowickiego-Zachodniego Okręgu Wyborczego Nr 5. Pełnił w niej funkcję zastępcy przewodniczącego Stałej Komisji ds. Bezpieczeństwa Narodowego. Od 13 listopada 2008 roku był członkiem Narodowej Grupy Republiki Białorusi w Unii Międzyparlamentarnej. Jego kadencja w Izbie Reprezentantów zakończyła się 18 października 2012 roku.

## Odznaczenia
- Order „Za Służbę Ojczyźnie” III klasy;
- Medal „Za Nienaganną Służbę” I, II i III klasy (ZSRR);
- Medal „Za zasługi bojowe” (ZSRR);
- 9 medali ZSRR, Białorusi i Rosji;
- Gramota Pochwalna Zgromadzenia Narodowego Republiki Białorusi[1].

## Życie prywatne
Wital Wańkowicz jest żonaty, ma córkę i syna.